# Boston Minutemen
O Boston Minutemen foi uma equipe americana de futebol que disputou a NASL.
A lenda portuguesa Eusébio jogou pelo Minutemen em 1975, assim como o famoso jogador americano Shep Messing . 
O Minutemen começou bem, conquistando o título da Divisão Norte na sua primeira temporada e atraindo mais de 9000 torcedores por partida para o Alumni Stadium, bom para o quinto mais alto da liga. Eles perderam nos playoffs para o eventual campeão da liga Los Angeles Aztecs . Quando Eusébio chegou a Boston em 1975 (quando a equipe havia se mudado para Nickerson Field ), parecia que as coisas continuariam melhorando. Embora a equipe ganhasse novamente o título da Divisão Norte pela segunda vez em tantas temporadas, o número de participantes curiosamente caiu para cerca de 4000 - metade do que havia sido. Nos playoffs, o Minutemen perdeu para Miami no prolongamento. 
Para a temporada de 1976, o dono da equipe, John Sterge, anunciou que os Minutemen se mudariam novamente, desta vez para o Harvard Stadium, mas esse acordo entrou em colapso antes do início da temporada e a equipe acabou jogando em uma confusão de motivos: Estádio Schaefer em Foxborough, Estádio Memorial dos Veteranos em Quincy e Campo Sargent em New Bedford . A essa altura, Sterge estava com dificuldades financeiras (que terminaram em ação pela Comissão de Valores Mobiliários ) e foi obrigado a vender muitos de seus jogadores, incluindo Eusebio, que foi para os eventuais campeões Toronto Metros-Croatia . A assistência caiu, os Minutemen perderam seus últimos 12 jogos e, após a temporada, desistiram. 

## Ex-jogadores
- Shep Messing (1975)
- Mickey Cohen (1976)
- Bert Bowery (1976)
- John Coyne (1974)
- Geoff Davies (1975–76)
- Paddy Greenwood (1974, 1976)
- Eusébio (1975)
- Ian McKechnie (1974)